# Freschta Akbarzada
Freschta Akbarzada (* 1996) ist eine Schweizer Popsängerin. Bekannt wurde sie durch ihre Teilnahme an den Casting-Shows The Voice of Switzerland (2014) und The Voice of Germany (2019).

## Leben
Freschta Akbarzada lebt in Turgi im Kanton Aargau in der Schweiz, ihre Eltern sind in den 1980er Jahren aus Afghanistan in die Schweiz eingewandert. Sie hat die Wirtschaftsmittelschule abgeschlossen und ist neben ihrer musikalischen Karriere als Recruiting Coordinator in Zürich beruflich tätig.
Das erste Mal in Erscheinung getreten ist sie bei The Voice of Switzerland. Dort erreichte sie im Team Stress das Halbfinale.
Akbarzada hat sich bereits 2015 für den Schweizer Vorentscheid für den Eurovision Song Contest beworben, schaffte es da aber nicht ins Finale. 2017 hingegen zählt sie zu den 6 Finalisten. Sie trat mit dem Song Gold  in der Die grosse Entscheidungsshow 2017 an und erreichte den 6. Platz.
2019 trat sie bei The Voice of Germany auf. In der Blindaudition wollten alle vier Coaches Freschta Akbarzada für ihr Team. Sie wählte Sido zu ihrem Coach und schaffte es mit ihm ins Finale. Sie erreichte den fünften Platz. Ihr Finalsong Meine 3 Minuten (ein Duett mit ihrem Coach Sido) erreichte die Charts im deutschsprachigen Raum. Mit mehr als 16.500.000 Streams auf Spotify ist Meine 3 Minuten der bisher erfolgreichste Song der Sängerin.
Nach The Voice of Germany zog sie sich für ein Jahr aus dem Fokus der Öffentlichkeit zurück und spannte mit dem Producer Skytone Music aus Einsiedeln zusammen. Dabei entstand ihre Single Nachts um 3, die im Februar 2021 veröffentlicht wurde. Ende März 2021 erschien die Single Gemeinsam, die sie mit dem Laufenburger Rapper Lepardo aufgenommen hat.
Ihr Name Freschta beruht auf dem Heimatland ihrer Eltern (Afghanistan) und bedeutet übersetzt Engel, aus diesem Grund hat sie auch ein Engeltattoo.

## Diskografie
Singles
- The World at Your Feet (feat. Stefania Pagano, 2015)[12]
- The Waiting Game (2015)[13]
- Gold (2017)[14]
- Meine 3 Minuten (feat. Sido, 2019)[15]
- Nachts um 3 (2021)[16]
- Gemeinsam (feat. Lepardo, 2021)[17]